# NAPROZA
NAPROZA je kratica za NAbavno-PROdajna ZAdruga. Zadruge so nastale po koncu druge svetovne vojne na jugoslovanskem področju.
Zadrug, ki so bile oblikovane po letu 1945, je bilo več vrst. Leta 1946 je bilo v Sloveniji že 881 zadrug. Največ je bilo kmetijskih, posebno vinogradniških in živinorejskih, zraven njih pa še nabavno-prodajne zadruge (NAPROZE). Teh je bilo 115 z okrog 380 prodajalnami, v katerih se je s prehrambnimi izdelki preskrbovalo okrog 400.000 Slovencev. NAPROZE so sprva od kmetov kupovale pridelke in jih prodajale porabnikom v industrijskih in drugih mestnih središčih. Kasneje so nastale splošne kmetijske zadruge, ki so bile skoraj v vsaki večji slovenski vasi. Z nasilno kolektivizacijo po sovjetskem vzoru so se iz njih ponekod izoblikovale kmečke delovne zadruge. Ta oblika kolhoznega zadružništva je razpadla že v letih 1952/53.